# Лукас Блондель
Лукас Блондель (ісп. Lucas Blondel; 14 вересня 1996, Буенос-Айрес) — аргентинський і швейцарський футболіст, правий захисник клубу «Бока Хуніорс» та збірної Швейцарії.

## Клубна кар'єра
Вихованець клубу «Атлетіко Рафаела». 3 червня 2016 року в поєдинку Кубка Аргентини проти «Феррокарріль Оесте» Лукас дебютував за основний склад. 1 травня 2017 року в матчі проти «Олімпо» він дебютував в аргентинській Прімері. За підсумками сезону клуб вилетів із еліти, але гравець залишився у команді. 18 лютого 2018 року в поєдинку проти «Феррокарріль Оесте» Лукас забив свій перший гол за «Атлетіко Рафаела». Загалом провів за рідну команду 76 матчів в усіх турнірах і забив 5 голів.
18 лютого 2021 року Блондель перейшов у «Тігре». 23 березня у матчі проти «Депортіво Ріестра» він дебютував за нову команду. 10 червня у поєдинку проти «Естудіантес Касерос» Лукас забив свій перший гол за «Тігре». За підсумками сезону 2021 року гравець допоміг команді вийти до еліти, де провів ще півтора сезони. Всього у складі «тигрів» він провів загалом 99 матчів і забив 8 голів.
20 липня 2023 року Блондель перейшов у «Боку Хуніорс». У матчі проти «Платенсе» він дебютував за новий клуб. 19 вересня у поєдинку проти «Сентраль Кордови» Лукас забив свій перший гол за «Бока Хуніорс».

## Виступи за збірну
Блондель народився в Аргентині, але має швейцарське походження через батька, який деякий час у молодості провів у Швейцарії та отримав подвійне громадянство. Через це тренер збірної Швейцарії Мурат Якін вирушив до Буенос-Айреса на зустріч із Блонделем у січні 2025 року, щоб запросити гравця до своєї команди. В результаті 28-річний гравець дебютував за збірну Швейцарії 21 березня 2025 року в грі проти Північної Ірландії (1:1) в товариському матчі.

## Статистика
| Дата      | Місто          | Господарі         | Результат | Гості      | Турнір           | Голи | Примітки |
| --------- | -------------- | ----------------- | --------- | ---------- | ---------------- | ---- | -------- |
| 21-3-2025 | Белфаст        | Північна Ірландія | 1 – 1     | Швейцарія  | товариський матч | -    | 68'      |
| 25-3-2025 | Санкт-Галлен   | Швейцарія         | 3 – 1     | Люксембург | товариський матч | -    | 66'      |
| 7-6-2025  | Солт-Лейк-Сіті | Мексика           | 2 – 4     | Швейцарія  | товариський матч | -    | 86'      |
| 10-6-2025 | Нашвілл        | США               | 0 – 4     | Швейцарія  | товариський матч | -    | 65'      |
| Усього    |                | Матчів            | 4         |            | Голів            | 0    |          |